# Giuliano da Empoli
Giuliano da Empoli, né en 1973 à Neuilly-sur-Seine, est un écrivain et conseiller politique italo-suisse. Il est le président de Volta, un think tank basé à Milan, et enseigne à Sciences-Po Paris.

## Biographie

### Origines, jeunesse et formation
Giuliano da Empoli naît en 1973 à Neuilly-sur-Seine et grandit entre Bruxelles, Paris et Rome. Son père, l'économiste Antonio da Empoli, a notamment travaillé pour l'OCDE ; il est blessé lors d’un attentat terroriste à Rome commis par l'Unione dei Comunisti Combattenti en 1986.
Giuliano da Empoli est diplômé en droit de l'université de Rome « La Sapienza » et en science politique de l'Institut d'études politiques de Paris.

### Politique et conseil
Ancien adjoint au maire de Florence, chargé de la Culture, il a été le conseiller politique du président du Conseil italien Matteo Renzi,.
Il a été membre du conseil d'administration de la Biennale de Venise et président du cabinet Vieusseux à Florence.
De 2006 à 2008, il est le conseiller du ministre de la Culture et vice-président du Conseil des ministres italien Francesco Rutelli.
En 2016, il fonde le think tank Volta,, membre du réseau Global Progress, dont la vocation est de donner vie à un groupe de réflexion de nouvelle génération, abordant des thèmes liés aux évolutions du monde contemporain tout en prenant en compte l'histoire et la culture italiennes.

### Enseignement
Ayant mis un terme à son engagement politique, il enseigne la politique comparée à Sciences-Po Paris. Son cours a pour sujet : « De la poésie à la prose de la politique », en référence à la citation de l'homme politique américain Mario Cuomo, selon qui « on fait campagne électorale en poésie, on gouverne en prose. »

### Écrivain et journaliste
Depuis 1996, il publie régulièrement des articles et des éditoriaux dans les principaux journaux italiens, parmi lesquels le Corriere della Sera, La Repubblica, Il Sole 24 Ore et Il Riformista.
Il anime une émission radiophonique hebdomadaire sur la principale radio d'informations économiques en Italie, Radio 24.
En tant qu'auteur et commentateur politique, il intervient régulièrement dans des émissions télévisées et radiophoniques en Italie et en France.
À l'âge de 22 ans, il publie son premier livre, Un grande futuro dietro di noi, un essai à propos des difficultés rencontrées par les jeunes Italiens. Cette publication a fortement animé le débat national en Italie et poussé le journal La Stampa à le désigner « Homme de l'année ».
Depuis, il publie de nombreux autres essais qui analysent les mobilités et les changements sociaux, ainsi que l'impact de la nouvelle économie et ses effets sur la politique.
Son essai de 2019, Les Ingénieurs du chaos consacré aux spin doctors nationaux-populistes est traduit en douze langues.
En 2022 sort Le Mage du Kremlin, son premier ouvrage de fiction, qui dresse le portrait de Vadim Baranov, une éminence grise de Vladimir Poutine, personnage inspiré de Vladislav Sourkov,. Le livre remporte le grand prix du roman de l'Académie française et fait partie de la sélection finale pour le prix Goncourt 2022.
En 2025 sort L'Heure des prédateurs, un  essai sur la mutation en cours du profil des puissants du Monde,.

### Décoration
- 2023 : Chevalier dans l'ordre national de la Légion d'honneur[22]

## Ouvrages
- Un grande futuro dietro di noi, Marsilio, 1996  (ISBN 88-317-6488-8)
- La guerra del talento, Marsilio, 2000  (ISBN 88-317-7401-8)

à propos de la méritocratie et de la mobilité dans l'économie numérique
- Overdose, Marsilio, 2002  (ISBN 88-317-7966-4)

à propos de la surinformation
- Fuori controllo, Marsilio, 2004  (ISBN 88-317-8659-8)

à propos de la « brésilianisation » de la société contemporaine
livre traduit en français par Grasset sous le nom La peste et l'orgie  (ISBN 2246700817) et en portugais brésilien par Sulina
- La sindrome di Meucci, Marsilio, 2005  (ISBN 88-317-8923-6)

à propos des industries créatives en Italie
- Canton Express, Einaudi, 2008  (ISBN 978-88-06-19212-9)
- Obama. La politica nell'era di Facebook, Marsilio, 2008  (ISBN 88-317-9608-9)

à propos de l'élection de Barack Obama comme un exemple de politique autobiographique
- Contro gli specialisti, Marsilio, 2013  (ISBN 88-317-1516-X)
- La prova del potere, Mondadori, 2015  (ISBN 88-046-5069-9)
- Le Florentin, Grasset, 2016  (ISBN 978-2246859871)

sur Matteo Renzi
- La rabbia e l'algoritmo, Marsilio, 2017  (ISBN 978-88-317-2773-0)

à propos de la nature et de l'organisation du Mouvement 5 étoiles
- Les Ingénieurs du chaos, JC Lattès, 2019  (ISBN 2709664062)

sur les coulisses du mouvement populiste global
- Le Mage du Kremlin[N 2], 2022, Gallimard,  (ISBN 2072958164)
- L'Heure des prédateurs, Gallimard, 2025  (ISBN 978-20-731-1320-7)[24]

sur les évolutions catastrophiques du monde actuel sous l'emprise d'autocrates décomplexés et des IA incontrôlables...